# La Treizième Chaise
Ne pas confondre avec le remake de 1937 sous le même titre La Treizième Chaise.
Pour plus de détails, voir Fiche technique et Distribution.
La Treizième Chaise (The Thirteenth Chair) est un film américain en noir et blanc réalisé  par Tod Browning, sorti en 1929.
Un remake a été tourné en 1937 par George B. Seitz : La Treizième Chaise.

## Synopsis
À Calcutta (Inde britannique), Spencer Lee a été assassiné dans d'étranges circonstances, au moment où il préparait un article sur la mystérieuse secte des Thugs. Son ami Edward Wales, survenu au moment du meurtre, a vu s'enfuir une femme voilée, mais malgré son témoignage l'enquête menée par l'inspecteur Delzante piétine. Aussi, Whales décide d'organiser chez les Crosby, riche famille de Calcutta, une séance de spiritisme conduite par la médium Madame La Grange autour d'une dizaine de personnes invitées pour la circonstance, parmi lesquelles se trouve Helen O'Neill, fiancée du fils Crosby, Richard, et suspectée par Whales. Ce dernier espère que l'esprit du défunt désignera le ou la coupable.

## Fiche technique
- Titre : La Treizième Chaise
- Titre original : The Thirteenth Chair
- Réalisateur et producteur : Tod Browning
- Scénario : Elliott Clawson, d'après la pièce de Bayard Veiller : La Treizième Chaise (en) de Bayard Veiller, créée à Broadway en 1916
- Directeur artistique : Cedric Gibbons
- Costumes : Adrian
- Photographie : Merritt B. Gerstad
- Ingénieur du son : Douglas Shearer
- Montage : Harry Reynolds
- Société de production et de distribution : Metro-Goldwyn-Mayer
- Pays de production :  États-Unis
- Langue originale : anglais américain
- Format : noir et blanc — 35 mm — 1,20:1 — son : mono (Western Electric System)
- Genre : drame criminel, policier, Film à énigme, thriller
- Durée : 72 minutes
- Date de sortie : 19 octobre 1929

## Distribution
- Conrad Nagel : Richard Crosby
- Leila Hyams : Helen O'Neill
- Margaret Wycherly : Mme Rosalie La Grange
- Helene Millard : Mary Eastwood
- Holmes Herbert : Sir Roscoe Crosby
- Mary Forbes : Lady Crosby
- Bela Lugosi : l'inspecteur Delzante
- John Davidson : Edward Wales
- Charles Quatermaine : le docteur Philip Mason
- Moon Carroll : Helen Trent
- Cyril Chadwick : Brandon Trent
- Bertram Johns : Howard Standish
- Gretchen Holland : Grace Standish
- Frank Leigh : le professeur Feringeea
- Clarence Geldart : le commissaire Grimshaw
- Lal Chand Mehra : Chotee, serviteur des Crosby

## Commentaire
La Treizième Chaise est le premier film parlant de Tod Browning qui manifeste une fois de plus son goût de l'étrange (évident avec L'Inconnu (The Unknown, 1927) ou La Monstrueuse Parade (Freaks, 1932), symbolisé par la médium, Madame La Grange. 
Parmi les seconds rôles, notons la présence de Bela Lugosi qui sera en 1931 le Dracula du même Browning, qu'il retrouvera à nouveau avec Mark of the Vampire en 1935. Observons encore que les contraintes techniques de l'enregistrement sonore, alors balbutiant, ont manifestement desservi le réalisateur, lequel n'a pu exprimer ici son sens habituel de la mise en scène.